# Rode Amerikaanse rivierkreeft
De rode Amerikaanse rivierkreeft (Procambarus clarkii) is een kreeft uit de zuidoostelijke Verenigde Staten en Mexico, die leeft in zoet water.
Vaak wordt de soort aangeduid met Amerikaanse rivierkreeft, maar die naam is ook in gebruik voor enkele andere soorten van het geslacht Procambarus.

## Kenmerken
Volwassen dieren zijn roodachtig, op de scharen zitten felrode puntjes. De grootte van een volwassen exemplaar is minimaal 12 cm en maximaal 17 cm. Vrouwelijke dieren hebben 2 gelijke scharen, bij mannelijke exemplaren is de rechter schaar aanzienlijk groter.

## Invasieve uitheemse soort
Als exoot komt de kreeft voor in Zuid-Amerika, Afrika, Oost-Azië en Europa.
Het dier kan drager zijn van de kreeftenpest. Zelf wordt de kreeft hier niet ziek van. Door co-evolutie zijn de schimmel die kreeftenpest veroorzaakt en de zoetwaterkreeften uit Noord-Amerika aan elkaar aangepast; de zoetwaterkreeften zijn resistenter geworden, en de schimmel is agressiever geworden. Met de invoer van de rode en andere Noord-Amerikaanse rivierkreeften is de pest in Europa geïntroduceerd. De inheemse Europese rivierkreeft is hier niet tegen bestand en daarom in grote delen van Europa uitgestorven. Mede hierdoor heeft de rode rivierkreeft zich snel kunnen uitbreiden.
In Nederland werd de rode rivierkreeft in 1984 voor het eerst aangetroffen. In 2007 waren er al zeven verschillende exotische kreeftensoorten aanwezig. De meest voorkomende soort is de Gevlekte Amerikaanse rivierkreeft die een landelijke verspreiding kent. De aanwezigheid van de rode rivierkreeft was lang voornamelijk beperkt tot Noord- en Zuid-Holland, maar de soort wordt sinds 2018 ook elders steeds vaker gezien.
In België waren tot 2022 zes exotische kreeftensoorten ontdekt. De rode rivierkreeft komt ten zuiden van Samber en Maas vooral voor in geïsoleerde visvijvers. Ten noorden van Samber en Maas is de soort wijder verspreid, vooral in kanalen.
De rode rivierkreeft verspreidt zich ook door afstanden over land af te leggen, dit in tegenstelling tot de gevlekte Amerikaanse rivierkreeft. Dit kan voor flinke ecologische effecten zorgen, omdat zo ook geïsoleerde poelen bereikt kunnen worden. De kreeften kunnen dan flinke schade aanrichten aan de vegetatie en de opgroeiende amfibieën in deze poelen. De kreeften worden dan ook regelmatig op straat aangetroffen, soms in grote aantallen.
Sinds 2016 staat deze soort op de lijst van invasieve exoten die zorgwekkend zijn voor de Europese Unie. Dit betekent onder andere dat levende exemplaren van deze soort niet langer in de Europese Unie mogen worden gehouden, ingevoerd, vervoerd, gecommercialiseerd, gekweekt, gebruikt, uitgewisseld noch vrijgelaten in de natuur.
Oorspronkelijk hadden de exoten geen natuurlijke vijanden. Vanaf ca 2020 wordt waargenomen dat ze gegeten worden door watervogels zoals futen, waterhoentjes, kraaien, reigers en meeuwen. Ook grote vissen en palingen eten de kreeften.

## Consumptie
De rode rivierkreeft is geschikt voor consumptie. De handel in deze kreeft is in de Europese Unie verboden.